# Renée Lefèvre
Renée Lefèvre (São Paulo, 1910 - 1996) foi uma ilustradora, pintora e desenhista brasileira
Depois de estudar pintura com Pedro Alexandrino Borges, completou sua formação em Paris. De volta ao Brasil, integrou a Família Artística Paulista e, entre 1934 e 1940, participou de diversas edições do Salão Paulista de Belas Artes.  Também expôs nas duas primeiras edições da Bienal Internacional de Arte de São Paulo, em 1951 e 1953

## Livros publicados
- 1969 - Minas: Cidades Barrocas (Editora Companhia Nacional) - Ganhador do 11.º Prêmio Jabuti de melhor ilustração. Textos de Sylvio de Vasconcellos
- 1971 - Maranhão: São Luiz e Alcântara (Editora Companhia Nacional). Textos de Odylo Costa Filho
- 1974 - São Paulo, Sua Arquitetura: Colônia e Império (Editora Companhia Nacional). Textos de Carlos Lemos
- 1977 - Recantos, encantos e prantos da Bahia (Edusp). Textos de Fernando Luiz da Fonseca